# Victoire Tomegah Dogbé
Victoire Sidémého Dzidudu Dogbé Tomegah (nascuda el 23 de desembre de 1959) és una política togolesa que exerceix com a primera ministra de Togo des del 28 de setembre de 2020. És la primera dona que ocupa el càrrec.
Abans de convertir-se en cap de govern, Tomegah Dogbé va ser anteriorment ministra de Desenvolupament de Base, Artesania, Joventut i Ocupació Juvenil del govern de Komi Sélom Klassou i directora de gabinet del president Faure Essozimna Gnassingbé.

## Trajectòria
L'any 2008, mentre estava a l'oficina del Programa de les Nacions Unides per al Desenvolupament a Benín, el president de la República Faure Essozimna Gnassingbé i el llavors Primer Ministre Gilbert Houngbo van demanar a Dogbé Tomégah que gestionés la cartera del ministre delegat al Primer Ministre encarregat del desenvolupament a la base que s'acabava de crear a Togo.
El 2010, després de la reelecció del president Faure Gnassingbé, Tomegah Dogbé va ser nomenada ministra de Desenvolupament de Base, Artesania Juvenil i Ocupació Juvenil en el segon mandat de Houngbo. Va mantenir les seves funcions ministerials al primer govern de Kwesi Ahoomey-Zunu del 2012 al 2013 i al segon govern d'Ahoomey-Zunu, entre 2013 i 2015. Després de les eleccions presidencials d'abril de 2015, Komi Sélom Klassou esdevenir Primer Ministre el 5 de juny de 2015. El 25 de juny del mateix any Klaassou va formar el seu gabinet, mantenint a Tomegah Dogbé al Ministeri de Desenvolupament a la Base, artesania, joventut i ocupació juvenil.
Tobegah Dogbe va ser nomenada Primer Ministre el 28 de setembre de 2020 pel president Faure Gnassingbe després de la dimissió de Komi Selom Klassou.